# 신나는 오후
양성화의 신나는 오후는 웃는 사람에게는 밤에도 해가 뜨고, 겨울에도 꽃이 핀다.이유불문! 안하무인! 심하면 우격다짐! 배꼽 빠지는 웃음 바이러스로 무조건 신나는 오후, 무조건 즐거운 오후를 책임져 드립니다. 여수MBC 표준FM에서 매일 오후 2시 5분부터 오후 4시까지 방송되는 전남동부권지역의 라디오 프로그램이다.

## 진행자
- 양성화 (남,DJ)

## 주파수 안내
- 여수 107.1, 순천, 여수, 광양, 보성, 남해, 고흥, 하동 100.3, 광양 101.3MHz

## 같이 보기
- 여수문화방송
- MBC 표준FM
- 박준형, 박영진의 2시만세